# ФК Лепеница
ФК Лепеница је бивши фудбалски клуб из Бадњевца, Општина Баточина. Највећи успех клуба је такмичење у Зони Дунав, четвртом такмичарском нивоу српског фудбала у сезони 2015/16.

## Историја
Клуб је основан 2006. године као други клуб у селу поред познатијег Фудбалског клуба Бадњевац. Након две сезоне у општинској лиги Баточина, клуб се пласирао у Међуопштинску лигу Рача-Кнић-Баточина пошто је освјио прво место 2008. године. У овом рангу се такмичио четири године, а у сезони 2011/12 клуб је остварио највећи успех освајањем првог места и пласманом Шумадијску окружну лигу. Прво место је освојено са пет бодова предности у односу на општинског ривала екипу ЖСК из Жировнице.
У дебитантској сезони у Шумадијској лиги освојено је високо друго место. Бадњевачани су били други са само 3 бода мање од првопласиране Шумадије из Топонице. Следеће сезоне направили су корак даље. Полусезону су завршили на првом месту са 13 победа, једним поразом и једним нерешеним резултатом и гол разликом 47:5. У другом делу првенства задржали су прву позицију са 12 поена више од Шаторње и први пут у историји пласирали се у четврти ранг такмичења, Зону Дунав. Ипак, у првој сезони у Зони Дунав освојили су само 7 поена и то све поене су освојили у првом делу првенства. Већи део првенства су играли у Баточини, због спора око Стадиона Бадњевац у истоименом селу. Даљи пад је уследио следеће сезоне када су освојили 14 место од 16 екипа у Шумадијској лиги. Након те сезоне клуб је престао да се такмичи.

## Новији резултати
| Сезона   | Ранг | Лига                                  | Позиција | ИГ | Д  | Н | П  | ГД | ГП | ГР  | Бод |
| -------- | ---- | ------------------------------------- | -------- | -- | -- | - | -- | -- | -- | --- | --- |
| 2009/10. | 6    | Међуопштинска лига Рача-Кнић-Баточина | 2.       | 26 | 13 | 6 | 7  | 47 | 36 | +11 | 45  |
| 2010/11. | 6    | Међуопштинска лига Рача-Кнић-Баточина | 5.       | 22 | 7  | 7 | 8  | 33 | 28 | +5  | 28  |
| 2011/12. | 6    | Међуопштинска лига Рача-Кнић-Баточина | 1.       | 24 | 17 | 4 | 3  | 71 | 22 | +49 | 55  |
| 2012/13. | 5    | Шумадијска окружна лига               | 2.       | 32 | 19 | 5 | 8  | 70 | 36 | +34 | 62  |
| 2013/14. | 5    | Шумадијска окружна лига               | 1.       | 30 | 23 | 3 | 4  | 80 | 17 | +63 | 72  |
| 2014/15. | 4    | Зона Дунав                            | 16.      | 30 | 1  | 4 | 25 | 16 | 98 | -82 | 7   |
| 2015/16. | 5    | Шумадијска окружна лига               | 14.      | 30 | 9  | 7 | 14 | 43 | 50 | -7  | 34  |